# Lancaster (Massachusetts)
Lancaster es un pueblo ubicado en el condado de Worcester en el estado estadounidense de Massachusetts. En el Censo de 2010 tenía una población de 8055 habitantes y una densidad poblacional de 111 personas por km². Es el pueblo natal de la astrónoma Henrietta Swan Leavitt (1868-1921). 

## Geografía
Lancaster se encuentra ubicado en las coordenadas 42°28′58″N 71°40′32″O / 42.48278, -71.67556. Según la Oficina del Censo de los Estados Unidos, Lancaster tiene una superficie total de 72.44 km², de la cual 71.13 km² corresponden a tierra firme y (1.81%) 1.31 km² es agua.

## Demografía
Según el censo de 2010, había 8.055 personas residiendo en Lancaster. La densidad de población era de 111,19 hab./km². De los 8.055 habitantes, Lancaster estaba compuesto por el 86.39% blancos, el 7.75% eran afroamericanos, el 0.09% eran amerindios, el 1.74% eran asiáticos, el 0% eran isleños del Pacífico, el 2.47% eran de otras razas y el 1.56% pertenecían a dos o más razas. Del total de la población el 8.13% eran hispanos o latinos de cualquier raza.